# Розето-дельї-Абруцці
Розето-дельї-Абруцці (італ. Roseto degli Abruzzi) — муніципалітет в Італії, у регіоні Абруццо,  провінція Терамо.
Розето-дельї-Абруцці розташоване на відстані близько 155 км на північний схід від Рима, 65 км на північний схід від Л'Аквіли, 25 км на схід від Терамо.
Населення — 25 487 осіб (2014).
Щорічний фестиваль відбувається 15 серпня. Покровителька — Богородиця Небовзята.

## Демографія
Населення за роками:

Станом на 1 січня 2023 року в муніципалітеті офіційно проживали 1564 іноземці з 82 країн, серед них 572 громадяни країн Євросоюзу та 42 громадяни України.

## Сусідні муніципалітети
- Атрі
- Джуліанова
- Морро-д'Оро
- Мошано-Сант'Анджело
- Нотареско
- Пінето